# El cel de la Xina
El cel de la Xina (títol original: China Sky) és una pel·lícula de RKO Pictures de 1945 basada en la novel·la de Pearl S. Buck. Va ser dirigida per Ray Enright i va comptar amb l'ídol cinematogràfic Randolph Scott, i en equip amb Ruth Warrick, Ellen Drew i Anthony Quinn. Encara que es va ambientar a la Xina en temps de guerra, Quinn i altres actors principals van retratar personatges xinesos, d'acord amb altres pel·lícules d'època que van emprar actors caucàsics en papers asiàtics. Està doblada al català.
La pel·lícula va ser una de les darreres d'una successió de pel·lícules de guerra que representaven els xinesos enfrontant-se als invasors japonesos que incloïen: A Yank on the Burma Road (1942), China Girl (1942), Flying Tigers (1942), China (1943), Behind the Rising Sun (1943), Thirty Seconds Over Tokyo (1944), Dragon Seed (1944), God Is My Co-Pilot (1945) i China's Little Devils, estrenada el 27 de maig de 1945. De manera semblant a molts dels altres tractaments, els personatges xinesos de El cel de la Xina tenien papers secundaris o subordinats, amb el versàtil Quinn assumint una altra nacionalitat, havent jugat ja innombrables altres papers com a indi, dona de la màfia, cap hawaià, lluitador per la llibertat filipí, pirata francès, torero espanyol i xeic àrab.

## Argument
El doctor Gray Thompson, un metge missioner nord-americà, treballa al costat de la doctora Sara Durand en un hospital que ha construït en un petit poble xinès dalt d'un turó, mentre les forces japoneses arriben a la Xina. Quan en Gray torna d'un viatge, sorprèn a la Sara (que està enamorada d'ell) presentant-li la seva nova dona socialment, la Louise. Avorrida i sentint-se fora de lloc, la Louise intenta convèncer-lo perquè renunciï a la seva perillosa causa. Enmig dels bombardeigs aeris al poble, el doctor Thompson ajuda desinteressadament els residents locals, i especialment el líder insurgent Chen-Ta, que estima la infermera Siu-Mei, promesa amb el doctor Kim, un simpàtic metge xino-coreà.
El coronel Yasuda, un presoner japonès ferit, manipula el doctor Kim perquè enviï un missatge, suposadament de la Louise, al seu bàndol informant que el poble alberga en secret un centre de municions. En Grey i els altres es queden desconcertats quan els avions japonesos deixen d'atacar el seu poble. Quan els paracaigudistes japonesos arriben al poble, en Gray organitza la defensa i envia un missatger a Chen Ta. Durant la lluita, Yasuda dispara mortalment al Dr. Kim i fereix en Gray. Una Louise consternada surt corrent a la línia de foc i és assassinada. Els japonesos són derrotats quan Chen Ta i els seus homes arriben a cavall. Promet tornar per la Siu Mei després que els invasors hagin estat expulsats del seu país. Quan els atacs aeris tornen a començar, els dos metges s'enfronten estoicament al següent atac aeri junts.

## Repartiment
- Randolph Scott com Dr. Gray Thompson
- Ruth Warrick com Dra. Sara Durand
- Ellen Drew com Louise Thompson
- Anthony Quinn com Chen-Ta
- Carol Thurston com Siu-Mei
- Richard Loo com Col. Yasuda
- Philip Ahn com Dr. Kim
- Benson Fong com Chung

## Producció
Tot i que la novel·la de Pearl Buck havia optat a una producció cinematogràfica el 1941, una trama complicada va mantenir la producció mentre els guionistes tractaven un personatge xinès anti-americà. El caràcter de Phillip Ahn va ser finalment canviat de xinès d'escola nord-americana Dr. Chung a un caràcter meitat coreà i meitat japonès. El seu nom, Kim Han Soo, podria haver estat inspirat en l'agent coreà de la vida real, Killsoo Han. Durant la seva llarga i problemàtica reescriptura quan una successió de guionistes, directors i personal de producció van ser assignats al projecte, l'estudi va considerar una sèrie d'estrelles per a papers com Claudette Colbert, Luise Rainer, Margo, Maureen O'Hara, Kim Hunter o Paul Henreid. El paper clau de l'antagonista japonès va ser interpretat per Richard Loo, la carrera del qual a Hollywood durant la guerra es va veure accentuada per un ampli repertori d'espies sinistres, agents enemics i oficials militars.
El descampat de la RKO Pictures ja s'havia utilitzat com a escenari en diverses pel·lícules i sèries de televisió. Originàriament formava part de la ciutat de Jerusalem per a The King of Kings (1927) de Cecil B. DeMille i també es va modificar i es va presentar com un poble àrab a The Garden of Allah de David O. Selznick (1936). El 1945, el conjunt va ser el decorat per El cel de la Xina.

## Recepció
Estrenada al final de la Segona Guerra Mundial, la pel·lícula va representar un intent de retratar el teatre d'operacions xinès, però malgrat els esforços de joc de les seves estrelles, va quedar relegat a sèrie "B" pels seus baixos valors de producció. La seva estrella, Randolph Scott, ho va qualificar de "decebedor". Bosley Crowther, crític de The New York Times va considerar la pel·lícula un tebi melodrama matrimonial. "Els personatges xinesos són els tipus típics i discrets que es troben a la pantalla i que probablement serien considerats curiosos a Chungking. Sens dubte, RKO va tenir una bona vocació en produir aquesta pel·lícula com a expressió de l'amistat nord-americana per a la Xina, però sembla a nosaltres que aquest és un cas en què 10.000 paraules haurien estat millor que una imatge". En una primera projecció el 1944, Variety va caracteritzar la pel·lícula com una producció menys que "espectacular" empantanada per una trama que manca d'elements d'acció, ja que "es posa l'accent en els decorats interiors i el conflicte romàntic".